# Paul Kusters

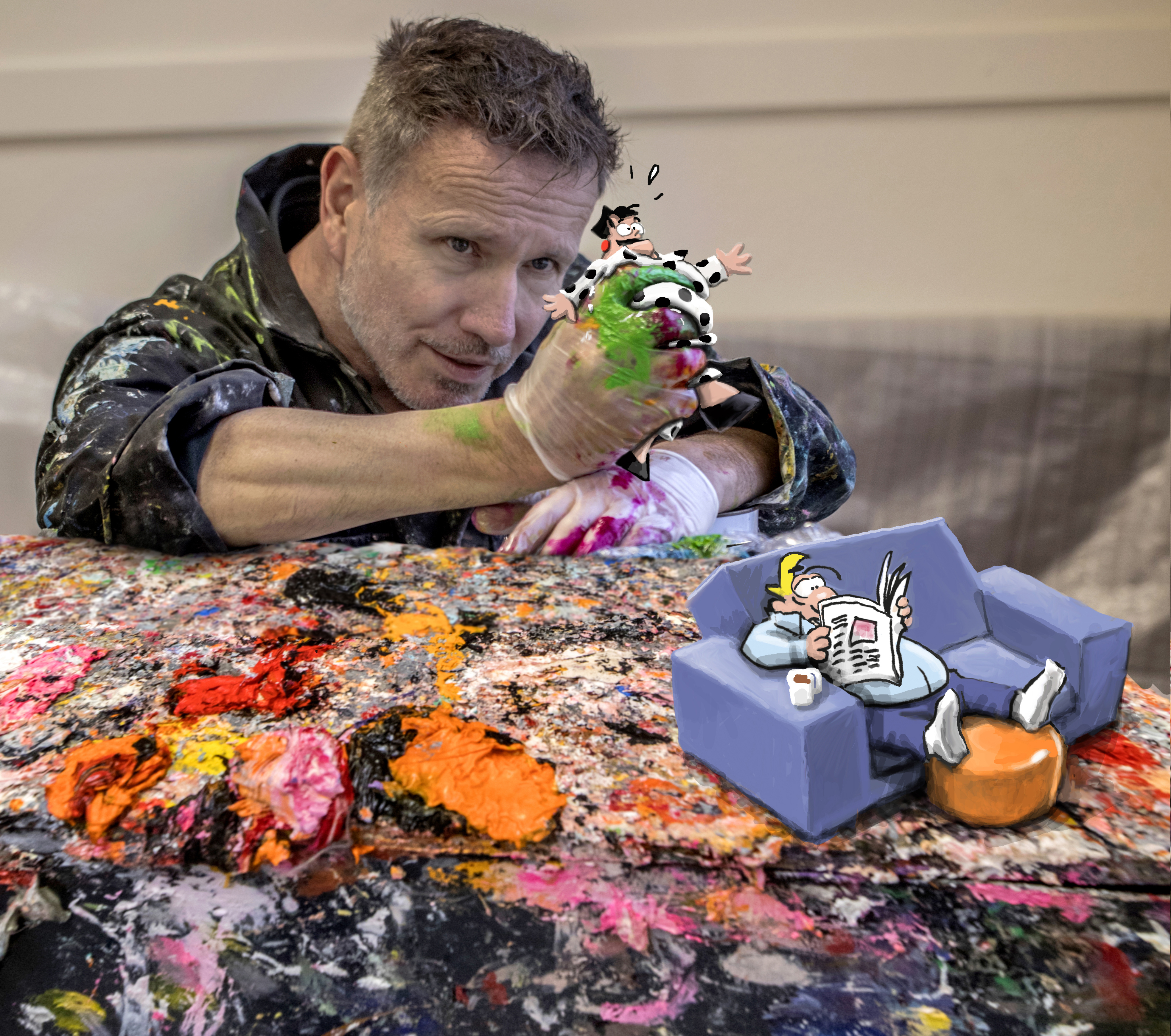

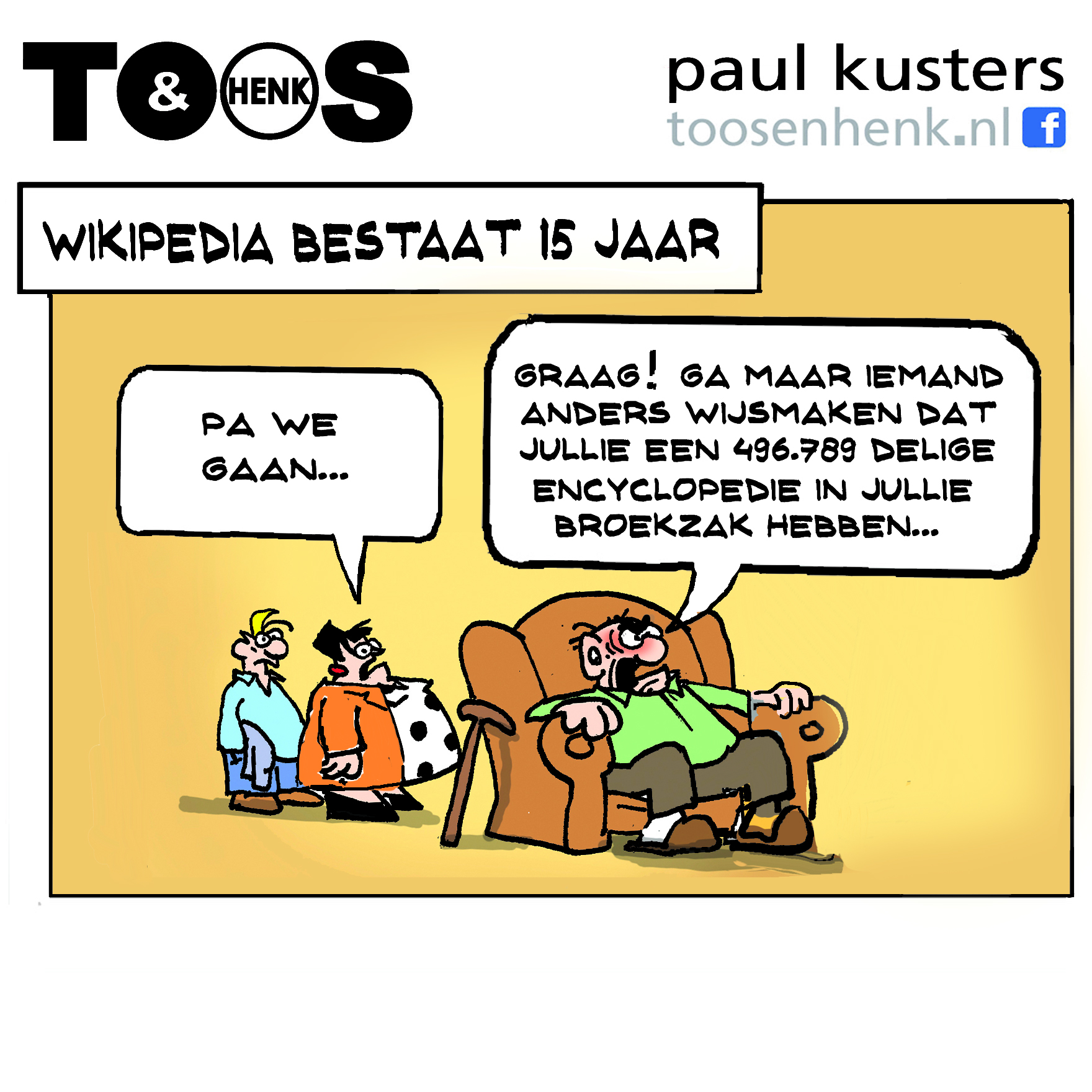
Cartoon Toos & Henk over 15 jaar Wikipedia

Paul Kusters (Geleen, 19 april 1966) is een Nederlands cartoonist en beeldend kunstenaar. Zijn cartoons verschijnen sinds de jaren '90 in verschillende landelijke en regionale Nederlandse kranten. Hij tekende 15 jaar lang wekelijks mediacartoons voor de Volkskrant. Daarnaast maakte hij 10 jaar economische cartoons voor het Financieele Dagblad.

## Biografie
Kusters groeide op in het Zuid-Limburgse Geleen en studeerde van 1985 tot 1989 Monumentale Vormgeving, Tekenen en Kunstgeschiedenis (MO-akte 1e graads) aan de Academie Beeldende Kunsten Maastricht.
Sinds 1989 is hij werkzaam als cartoonist. Kusters tekent zes maal per week een actuele Toos & Henk die verschijnt in de dagbladen Algemeen Dagblad, BN/De Stem, De Stentor, De Gooi- en Eemlander, De Limburger, Limburgs Dagblad, Dagblad van het Noorden, Haarlems Dagblad, Leidsch Dagblad, Noordhollands Dagblad, Provinciale Zeeuwse Courant, De Twentsche Courant Tubantia, Brabants Dagblad, Eindhovens Dagblad, Leeuwarder Courant en De Gelderlander. Toos en Henk zijn ook te volgen in het kwartaalmagazine PUURZAAM (lifestyle magazine voor vrijdenkers) van de Gulpener Bierbrouwerij BV in Gulpen, Zuid-Limburg.
Daarnaast tekende hij tussen 2005 en 2016 zes maal per week Babs en Beer (een met Toos en Henk vergelijkbare cartoon) voor het Algemeen Dagblad (AD). Op 25 april 2016 gaven Babs en Beer het stokje in het AD over aan Toos en Henk. Een tv-versie van Toos en Henk was in het seizoen van 2015 dagelijks te zien bij RTL Late Night. Op vrijdag 22 november 2019 tekende Kusters zijn vijfduizendste Toos & Henk. Deze werd de volgende dag in alle regionale kranten en het AD gepubliceerd, met extra aandacht voor dit jubileum. Het AD duidde Toos & Henk, met dagelijks 2,8 miljoen lezers, als de meest gelezen cartoon van het land.
Kusters woont sinds begin jaren 1990 in Maastricht en werkt deels aan huis (als cartoonist), deels in zijn atelier in Meerssen (als beeldend kunstenaar). Hij noemt zijn cartoonwerk "een uit de hand gelopen bijverdienste uit mijn studentenleven" en ziet zichzelf eerder als een beeldend kunstenaar die cartoons maakt. "Ik heb twee werkruimten: eentje thuis in Maastricht, bestaande uit een kamer waar ik cartoons teken. En de andere in Meerssen waar ik eigenlijk het liefst ben; mijn atelier. Feitelijk een vertrek met twee schildersezels en een grote hoeveelheid druipende olieverf. Olieverfklodders en -vlekken die ik op grote en kleinere doeken met m'n vingers, vlakke hand en paletmessen min of meer in balans probeer te krijgen tot een soort fotorealistisch beeld. Geweldig fascinerend om te doen." Naar eigen zeggen werkte hij drieënhalf jaar aan de ontwikkeling van een zelfdragende verf, een verf die zo dik en stroperig is, dat die zonder drager (schilderslinnen) verwerkt kan worden.
Kusters ziet zichzelf als een geboren carnavalist. Zo was hij jeugdprins van basisschool 't Kempke en trombonist van de Moerekepel in Geleen. In 2021 ontwierp hij in opdracht van de Sjeng Kraft Kompanei de zestiende Vastelaovend in Limburg kunstposter, die vanwege de coronapandemie pas in 2022 verspreiding vond in een oplage van 75.000 stuks. De poster bevat in het midden een hartvormige opening, waaronder een grote, uitgestoken tong is te zien, bedoeld voor het maken van selfies. De poster wordt vergezeld van een gebruiksaanwijzing, waarin de cartoonfiguren Toos en Henk de instructies geven.

## Prijzen, tentoonstellingen
Paul won in 2007 de Junior Inktspotprijs van het Persmuseum in Amsterdam voor een cartoon van Babs en Beer. In 2009 ontving hij dezelfde prijs voor een cartoon van Toos en Henk, na in 2006 al een keer de tweede prijs te hebben gewonnen.
Het Limburgs Museum in Venlo wijdde van september 2016 tot februari 2017 een overzichtstentoonstelling aan het werk van Kusters, bestaande uit cartoons en schilderijen. In het Nederlands Stripmuseum te Groningen was er een overzichtstentoonstelling over Toos & Henk van mei 2017 tot februari 2018.